# 半助豆腐
半助豆腐（はんすけどうふ）は大阪の郷土料理。「半助」とは、鰻の蒲焼を作ったときに切り落とした「鰻の頭」の部分のことである。鰻の半助鍋、ウズラ豆腐とも。
半助と豆腐と葱を、醤油・酒・砂糖で作った汁で煮込む料理である。安価で美味、しかも栄養満点な料理と言われる。
半助の由来は、昔は鰻の頭はザル1杯50銭で売られていたため1円（円助と呼ばれた）に対して半助と呼ばれるようになった説や、半助という名前の男が売っていたからという説、半人前のことを半助と呼んでいたことから、など諸説ある。
大阪を舞台にしたNHK朝ドラ『ごちそうさん』や、上方落語『遊山船（ゆさんぶね）』にも登場する。